# Zoológico Los Coyotes

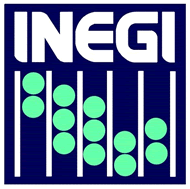
estudio

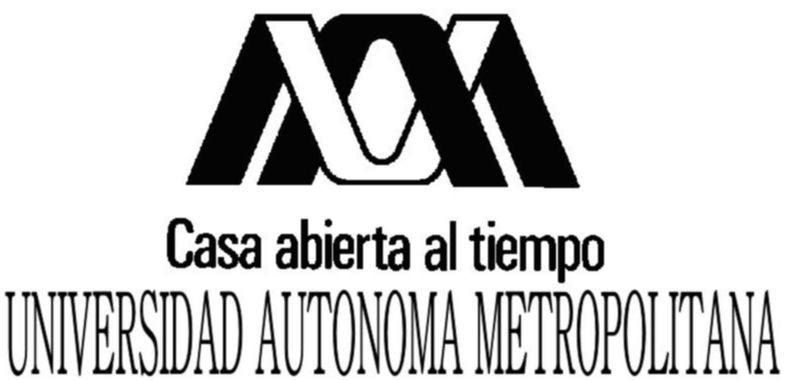
logos

El Zoológico Los Coyotes está localizado al sur del Distrito Federal en el área que anteriormente formaba parte de la zona chinampera del lago de Xochimilco. Posteriormente, la región se transformó en ejido y, finalmente, entre 1982 y 1984 se construyó el Parque Ecológico Los Coyotes.

## Historia
Fue fundado en diciembre de 1984 para funcionar como Escuela Ecológica Comunitaria. La Universidad Autónoma Metropolitana, Unidad Xochimilco, tenía a su cargo la escuela ambiental del parque e incluía dos invernaderos, un pequeño zoológico, un aviario, dos lagos artificiales, así como diversas instalaciones infantiles (juegos mecánicos), deportivas (gimnasios al aire libre y pista para correr) y palapas para días de campo. Por causa de los sismos ocurridos en la Ciudad de México el 19 de septiembre de 1985 la base del lago mayor se dañó, lo que provocó la fuga de agua hacia el subsuelo, además del deterioro general en las instalaciones.

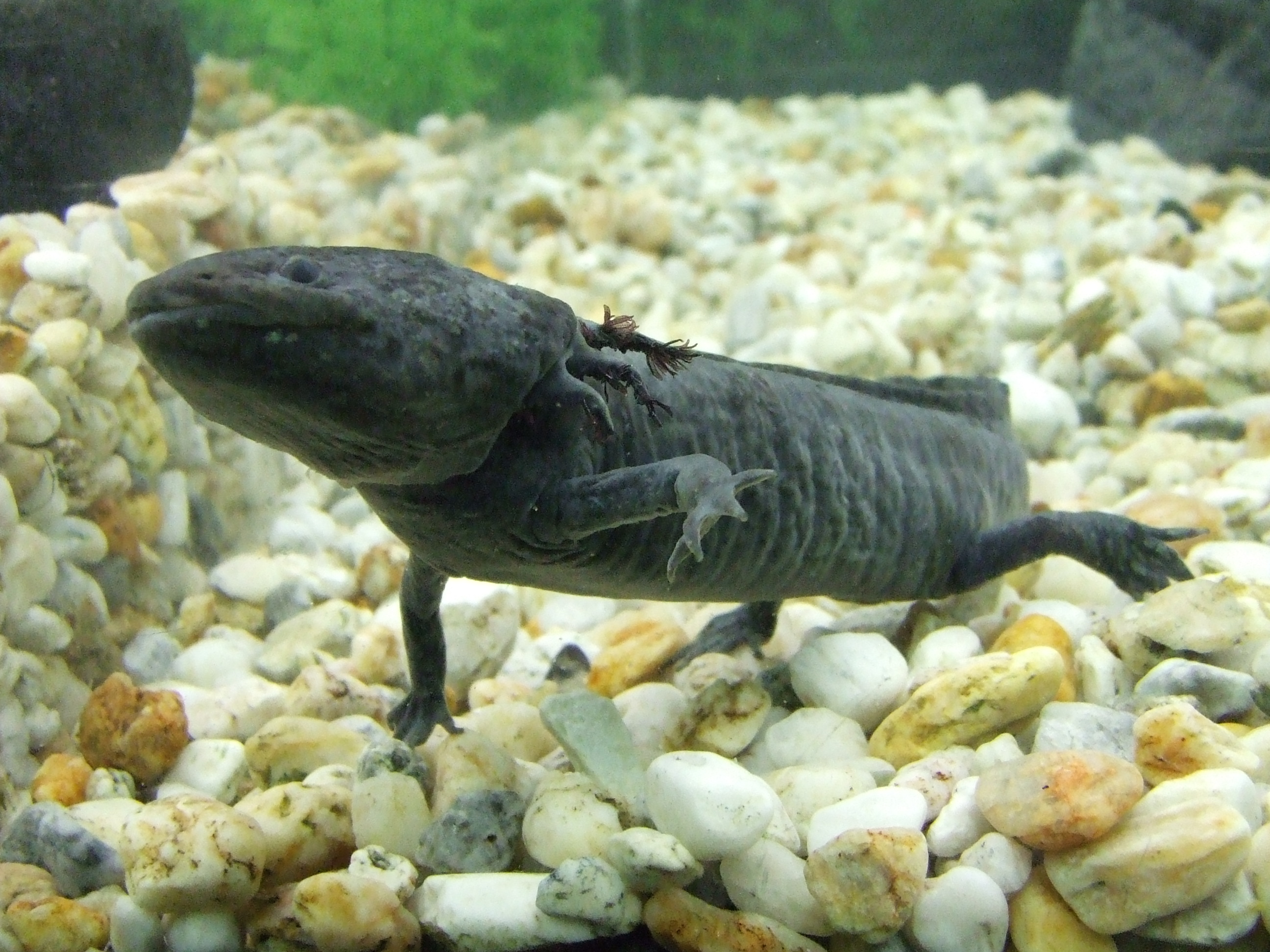
Ajolote de Xochimilco

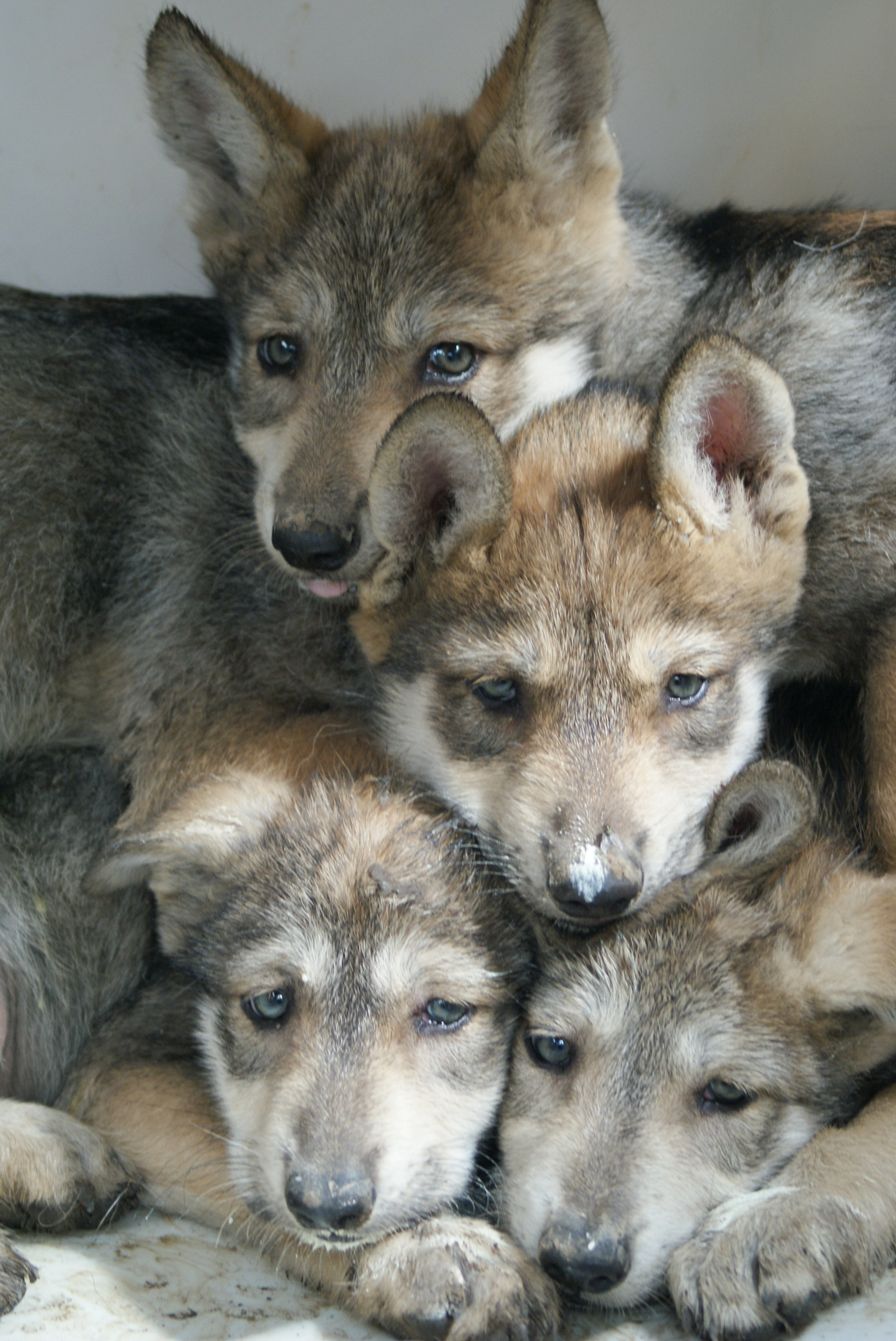
Lobo mexicano

En 1995 las instalaciones fueron utilizadas por la SEMARNAT (antes SEDUE), como Centro de Decomiso de Fauna Silvestre, el cual fue trasladado a los Reyes la Paz en 1997.
De 1997 a 1998, el parque quedó en el abandono y fue adscrito a la Delegación Coyoacán, bajo el nombre de Escuela Ecológica Comunitaria Los Coyotes. El 18 de septiembre de 1998, el Gobierno de la Ciudad determinó que fuera entregado a la entonces Unidad de Zoológicos de la Ciudad de México como respuesta a la solicitud y al anteproyecto presentado para la transformación del espacio en un zoológico regional; a partir del 2 de febrero de 1999, fue entregado formalmente a la hoy Dirección General de Zoológicos de la Ciudad de México y de inmediato se iniciaron los trabajos de rescate de lo que en la actualidad es el Zoológico Los Coyotes.
El espacio ha permanecido abierto a los visitantes durante los trabajos de recuperación, los que principalmente consistieron en mejorar significativamente las áreas verdes, realizar una limpieza profunda de todo el espacio, la reparación intensa de todas las instalaciones, particularmente de la malla perimetral y las puertas de acceso.
A partir de agosto de 1999, empiezan a llegar los primeros animales, procedentes del zoológico de San Juan de Aragón. Para poder recibir a los ejemplares de la colección se adaptaron diversos espacios existentes.
El aviario fue reparado y remodelado para exhibir algunas especies y se habilitaron poco a poco diversos espacios y fue creciendo la colección animal del zoológico, además de los programas de atención a los visitantes, sobre todo aquellos relacionados con la educación ambiental.

## Su función
El zoológico está enfocado a exhibir fauna y flora nativa o endémica del valle de México, la que a causa de la presencia del ser humano se ha visto gravemente dañada y alterada. En la actualidad se han iniciado las labores para la construcción de nuevos albergues con un enfoque naturalista y de inmersión en el medio ambiente de los animales, comenzando por el albergue de los pumas. Asimismo se adecuará el salón de usos múltiples para desarrollar el Centro de Educación y Comunicación Ambiental iniciándose el Plan Maestro de Desarrollo Integral del zoológico para definir las estrategias y labores a corto, mediano y largo plazo.